# 孔令譻
孔 令譻（こう れいいん、1957年 - ）は、北朝鮮による拉致被害者。

## 生い立ち
1978年1月にイギリス領香港で北朝鮮によって拉致された韓国の人気女優、崔銀姫の証言によれば、彼女の一家はもともと中国本土に住んでいて、父親は教職に就いていた。孔の家族の証言と崔銀姫の証言はほぼ一致しており、それによれば、家族でマカオに逃亡する際、父親はマカオに行けなかったが、彼女とその母・弟の3人はマカオに到着した。マカオでは、彼女の母親が針仕事をして生計を立てていた。彼女は高校の3年間バレーボールをしており、マカオの代表選手をつとめた。高校卒業後、彼女は大学に進学したかったが、当時は家計が苦しかったので、弟を大学に進学させるために就職した。彼女は、マカオのリスボア・ホテル（Hotel Lisboa）の宝石店の店員をしつつ、副業としてドッグレースの切符売りもしていた。さらに、観光ガイドも頼まれていた。彼女と一緒に拉致された宝石店同僚の蘇明珍（ソー・ミオチュン）とは、事件以前から互いに家族ぐるみの交際があった。なお、事件後しばらくしてから父親は家族と同居するようになり、彼女について証言もしている。

## 拉致
1978年7月、孔令譻はリスボア・ホテルで、1〜2歳年上の蘇明珍とともに宝石店員として働いていたところを、日本からの観光客を装った北朝鮮工作員によって拉致された。当時彼女は20歳であった。
この年の夏、孔と蘇の2人は30歳ぐらいの自称日本人男性の案内のため、市内のあちこちをめぐった。2人の男性は十分なガイド料を支払い、裕福そうに振る舞って、英語も達者であった。7月2日、彼らのガイドのため海岸に行くと、そこでナイトクラブで働いているという10歳くらい年上の初対面の女性と一緒になった。4人でボートに乗せられ海岸付近を巡回したのち、沖に出て無理やり大きな船に乗せられて北朝鮮に連行された。船のなかで、孔令譻はまだ若く恐怖に震えてばかりいたが、ナイトクラブの女性は「なぜ私たちを連れて行くのか」と激しく抗議したという。

## 北朝鮮での生活
韓国の女優だった崔銀姫は北朝鮮に拉致されてから以降のことを手記（邦題：『闇からの谺』）に残しているが、それによれば、1978年秋頃、金剛山宿泊所の入り口で崔は孔令譻ともう一人のアジア人女性が一緒にいるところに遭遇している。ただし、そのことを、孔の方は崔銀姫が有名な女優であったために覚えていたが、崔の方はその女性が誰なのか知るよしもなかった。
1979年6月頃から同年の9月20日にかけて、崔が平壌直轄市龍城区域東北里の招待所に収容されているとき、散歩中にマカオから拉致されてきた「ミス・孔」という中国女性と会い、何度も話をして親密になった。孔は、英名は「キャサリン」だといい、身長165センチくらいに見えた。彼女はマカオにいたとき崔の写真を何度もみて有名な女優であることを知っており、北朝鮮に来てからも一度金剛山宿泊所で崔銀姫を目撃したという（当時の崔は、「ミス・孔」の下の名前まで知らなかったが、その後の調べで、彼女の本名は「孔令譻」であることが判明した）。孔の話す朝鮮語はぎこちなかったが、意思疎通には問題なかった。
「ミス・孔」が崔銀姫に語ったところによれば、孔とナイトクラブ勤めのマカオの女性は拉致された後、平壌で外国人だけが出入りできる商店にときどき案内された。そして、ある時、外貨ショップに案内されたとき、見つけておいた在北朝鮮インドネシア大使館にかけこんだ。当初、インドネシア大使館員は困惑しながらも助けてくれそうな雰囲気であったが、崔銀姫の写真を見せて「この女性を知っているか」と尋ねたので「顔は知っているが本人とは面識がない」と答えると、大使館員同士でしきりに話し合ったあと「残念だが、自分たちと異なる国籍の人を助けることができない」と伝えて北朝鮮側に彼女たちを引き渡してしまったという。孔ともう1人の女性は、食事を少しだけにして、食べることのできないようなひどいおかずを出すという仕打ちを受けた。食事を使った拷問に苦しめられていたとき、ナイトクラブの女性が「こんなことするなら私たちを殺せ」と泣き叫んだので、孔はナイトクラブの女性とも引き離された。その後、彼女は何度か自殺を試みたが、それ以後はナイフばかりではなく金属類すべて身の周りから消えていったという。頭のよい彼女は、朝鮮語を学ぶことを申し出て一生懸命学んだ。そして、以前ヨルダン人女性がいた東北里第4招待所に住むこととなり、そこで崔銀姫と隣同士になったのである。監禁生活のストレスから孔も崔も胃病にかかり、消化を助けるためよく散歩していた。2人は散歩道と時間を待ち合わせてよく2人で散歩の道すがら話をした。崔は自分と同じ境遇の孔に涙し、他国の人まで拉致してくる悪辣きわまる所業に強い憤りを覚えたという。9月20日、崔銀姫は白頭山招待所に移らされたので、彼女と離れることになった。
1982年1月22日、崔は再び東北里に移らされた。崔は「ミス・孔」と会いたくて、長く散歩したり、以前彼女と散歩したことのあるところを選んで散歩したりした。3日ほど経って、以前2人でよく行った松林の方を散歩したところ「お姉さん」と声をかけられた。「ミス・孔」であった。2人は抱きしめあって泣き続けた。孔は崔と離れた後、泣いて暮らし、夢にみたことさえあると語った。2人は3月8日に別れるまでしばしば会い、親しく語り合った。孔の朝鮮語はかなり上達していた。彼女は、人参酒のような飲料をこっそり持ってきて崔に勧めた。何度も話をしているうち、崔は孔がカトリック教会の信者であることを知り、その影響で彼女も同じ信仰をもつようになった。孔は自身の洗礼名「マリア」、崔銀姫は孔によって与えられた「マザリン」の名で互いに呼び合うようになった。そして、林のなかで落ち葉に胸までつかりながら、孔が崔に洗礼を授けた。孔にその資格があるわけではなかったが、「こういう場合はできる」と言っていたという。あるとき、孔は金正日の秘密パーティーに招かれ、金正日に良い結婚をさせてやるといわれたという。また、拉致後、彼女は子宮の手術をしたという。彼女は崔銀姫と別れるとき、自身と崔2人の"M"のイニシャルの入ったペンダントを友情の証しとして崔にプレゼントした。
大韓航空機爆破事件（1987年）の実行犯である金賢姫は、崔銀姫が2007年に著した手記『告白』（韓国で出版、未訳）のなかで「ミス・孔」について記されている箇所を見つけ、彼女と同僚工作員の金淑姫の2人が、1984年6月から8月にかけて、龍城40号招待所で中国語（北京語）の手ほどきを受けたのは、この女性であることに気づいた。金賢姫が「ミス・孔」の指導を受けたのは、東北里3号招待所で田口八重子（朝鮮名、李恩恵）と同居して日本人化教育の個人指導を受けた後、大韓航空機爆破に参与した金勝一とともに父子を装っての海外実習（ヨーロッパ旅行）の前のことである。1962年生まれの金賢姫は、彼女は自分よりも5歳くらい年上に見え、「典型的な中国美人だった」と証言した。彼女は朝鮮語がたいへん上手で、金賢姫らに対しては、収容されている最中に逃げたが捕まったと話していたという。
崔銀姫は、元興里の招待所に移ってからは「ミス・孔」と会うことはなくなったが、後で工作員に中国語を教えている噂は聞いたという。また、崔銀姫の証言と孔令譻の家族の証言とを照合するため、2006年3月18日、ソウルで崔と孔の家族が面会したが、その際、崔は「ミス・孔」と孔の父親がそっくりだと思ったと述べている。孔令譻は北朝鮮に拉致されてのち、ともに拉致された蘇明珍とはずっと会えない状態が続いている。